# Antonio Permunian
Antonio Permunian (Bellinzona, 16 augustus 1930 - 5 maart 2020) was een Zwitsers voetballer die speelde als doelman.

## Carrière
Permunian speelde bijna zijn hele loopbaan voor AC Bellinzona uit zijn geboortestad. Enkel tussen 1960 en 1966 speelde hij voor FC Luzern.
Hij speelde elf interlands voor Zwitserland tussen 1950 en 1962. Hij nam met de nationale ploeg deel aan het WK voetbal 1962 in Chili.
Hij was de eerste Zwitserse doelman die speelde met handschoenen.